# Atrichopogon wallisensis
Atrichopogon wallisensis är en tvåvingeart som beskrevs av Clastrier och Delecolle 1996. Atrichopogon wallisensis ingår i släktet Atrichopogon och familjen svidknott. Inga underarter finns listade i Catalogue of Life.